# Дублянка
Дублянка (укр. Дублянка), село в Алексеевском сельском совете Краснокутского района Харьковской области Украины.

## Географическое положение
Поселок находится в двух километрах к северу от села Алексеевка и 2,5 км от села Водяное. С юго-востока примыкает село Солнцедаровка. Через посёлок протекает пересыхающий ручей с запрудами глубиной от 1 до 4-х метров.

## История
Поселение основано в 1750 году.
Во время Великой Отечественной войны в 1941 - 1943 гг. село находилось под немецкой оккупацией. 
Население по переписи 2001 года составляло 564 человека.

## Экономика
В посёлке находятся:
- Дублянский спиртовой завод с железнодорожной веткой и отстойниками.
- Сельскохозяйственный производственный кооператив «Заря».
- Частные магазины хозяйственных и продовольственных товаров.

## Объекты социальной сферы
- Дублянский детский сад.
- Дублянская средняя общеобразовательная школа I-III ступени.
- Фельдшерско-акушерский пункт (амбулатория).
- Стадион.
- Кафе.
- Клуб.

## Достопримечательности
В посёлке находится братская могила советских воинов и партизан, погибших в Великую Отечественную войну. В ней захоронено 84 воина.

## Религия
- Церковь Покрова Пресвятой Богородицы[2].